# Радованович, Раде
Радомир (Раде) Радованович (серб. Радомир (Раде) Радовановић, 20 декабря 1928, Подгорица — 2021) — югославский легкоатлет, выступавший в прыжках в длину и тройном прыжке. Участник летних Олимпийских игр 1952 года.

## Биография
Раде Радованович родился 20 декабря 1928 года в югославском городе Подгорица (сейчас в Черногории).
Выступал в легкоатлетических соревнованиях за «Црвену звезду» из Белграда. В 1952—1954 годах выигрывал чемпионат Югославии в прыжках в длину и тройном прыжке. В 1952—1953 годах четырежды устанавливал рекорд страны в тройном прыжке, улучшив его его с 14,50 до 14,86 метра.
В 1952 году вошёл в состав сборной Югославии на летних Олимпийских играх в Хельсинки. В квалификации тройного прыжка занял 24-е место, показав результат 14,13 — на 42 сантиметра ниже норматива, дававшего пропуск в финал.
Трижды участвовал в Балканских играх. В 1953 году в Афинах завоевал золотые медали в прыжках в длину (6,91) и тройном прыжке (14,58), в 1954 году в Белграде победил в прыжках в длину (7,05) и стал третьим в тройном прыжке (14,58), в 1955 году в Стамбуле стал серебряным призёром в прыжках в длину (6,82).
В 1954 году участвовал в чемпионате Европы в Берне. Занял 11-е место в тройном прыжке (14,42), 15-е — в прыжках в длину (7,02).

## Личный рекорд
- Тройной прыжок — 14,86 (1953)[3]